# Pápua Új-Guinea a 2008. évi nyári olimpiai játékokon
Pápua Új-Guinea a kínai Pekingben megrendezett 2008. évi nyári olimpiai játékok egyik részt vevő nemzete volt. Az országot az olimpián 5 sportágban 7 sportoló képviselte, akik érmet nem szereztek.

## Atlétika
Férfi

| Versenyző   | Versenyszám | Előfutam | Előfutam | Előfutam | Elődöntő | Elődöntő | Elődöntő | Döntő   | Döntő    |
| Versenyző   | Versenyszám | Idő      | Hely.    | Össz.    | Idő      | Hely.    | Össz.    | Idő     | Helyezés |
| ----------- | ----------- | -------- | -------- | -------- | -------- | -------- | -------- | ------- | -------- |
| Mowen Boino | 400 m gát   | 51,47    | 6.       | 23.*     | kiesett  | kiesett  | kiesett  | kiesett | kiesett  |

Női

| Versenyző | Versenyszám | Előfutam | Előfutam | Előfutam | Negyeddöntő | Negyeddöntő | Negyeddöntő | Elődöntő | Elődöntő | Elődöntő | Döntő   | Döntő    |
| Versenyző | Versenyszám | Idő      | Hely.    | Össz.    | Idő         | Hely.       | Össz.       | Idő      | Hely.    | Össz.    | Idő     | Helyezés |
| --------- | ----------- | -------- | -------- | -------- | ----------- | ----------- | ----------- | -------- | -------- | -------- | ------- | -------- |
| Mae Koime | 100 m       | 11,68    | 6.       | 44.      | kiesett     | kiesett     | kiesett     | kiesett  | kiesett  | kiesett  | kiesett | kiesett  |

* - egy másik versenyzővel azonos időt ért el

## Ökölvívás
| Versenyző   | Versenyszám | Selejtező                    | Nyolcaddöntő      | Negyeddöntő       | Elődöntő          | Döntő             | Helyezés |
| Versenyző   | Versenyszám | Ellenfél Eredmény            | Ellenfél Eredmény | Ellenfél Eredmény | Ellenfél Eredmény | Ellenfél Eredmény | Helyezés |
| ----------- | ----------- | ---------------------------- | ----------------- | ----------------- | ----------------- | ----------------- | -------- |
| Jack Willie | Papírsúly   | Amnat Ruenroeng (THA) · 2-14 | kiesett           | kiesett           | kiesett           | kiesett           | 17.      |

## Súlyemelés
Női

| Versenyző | Versenyszám | Szakítás | Szakítás | Lökés    | Lökés    | Összesen | Helyezés |
| Versenyző | Versenyszám | Eredmény | Helyezés | Eredmény | Helyezés | Összesen | Helyezés |
| --------- | ----------- | -------- | -------- | -------- | -------- | -------- | -------- |
| Dika Toua | 53 kg       | 80,0     | 8.*      | 104,0    | 8.       | 184,0    | 8.       |

* - egy másik versenyzővel azonos eredményt ért el

## Taekwondo
Női

| Versenyző    | Versenyszám | Nyolcaddöntő                   | Negyeddöntő       | Elődöntő          | Vigaszág elődöntő | Bronz- mérkőzés   | Döntő             | Helyezés |
| Versenyző    | Versenyszám | Ellenfél Eredmény              | Ellenfél Eredmény | Ellenfél Eredmény | Ellenfél Eredmény | Ellenfél Eredmény | Ellenfél Eredmény | Helyezés |
| ------------ | ----------- | ------------------------------ | ----------------- | ----------------- | ----------------- | ----------------- | ----------------- | -------- |
| Theresa Tona | Légsúly     | Trần Thị Ngọc Trúc (VIE) · 0-5 | kiesett           | kiesett           |                   |                   |                   | 11.      |

## Úszás
Férfi

| Versenyző | Versenyszám    | Előfutam | Előfutam | Előfutam | Elődöntő | Elődöntő | Elődöntő | Döntő   | Döntő    |
| Versenyző | Versenyszám    | Idő      | Hely.    | Össz.    | Idő      | Hely.    | Össz.    | Idő     | Helyezés |
| --------- | -------------- | -------- | -------- | -------- | -------- | -------- | -------- | ------- | -------- |
| Ryan Pini | 100 m gyors    | 49,72    | 4.       | 39.      | kiesett  | kiesett  | kiesett  | kiesett | kiesett  |
| Ryan Pini | 200 m gyors    | 1:49,04  | 1.       | 32.      | kiesett  | kiesett  | kiesett  | kiesett | kiesett  |
| Ryan Pini | 100 m pillangó | 52,00    | 5.       | 14.      | 51,62    | 4.       | 8.       | 51,86   | 8.       |

Női

| Versenyző            | Versenyszám | Előfutam | Előfutam | Előfutam | Elődöntő | Elődöntő | Elődöntő | Döntő   | Döntő    |
| Versenyző            | Versenyszám | Idő      | Hely.    | Össz.    | Idő      | Hely.    | Össz.    | Idő     | Helyezés |
| -------------------- | ----------- | -------- | -------- | -------- | -------- | -------- | -------- | ------- | -------- |
| Anna-Liza Mopio-Jane | 50 m gyors  | 26,47    | 2.       | 42.      | kiesett  | kiesett  | kiesett  | kiesett | kiesett  |